# 迪爾穆埃爾托 (亞利桑那州)
迪爾穆埃爾托（英語：Del Muerto）是位於美國亞利桑那州阿帕契縣的一個人口普查指定地區。根據2010年美國人口普查，該地人口為329人，而該地的面積約為2.57平方千米。

## 地理
迪爾穆埃爾托的座標為36°11′05″N 109°26′34″W / 36.18472°N 109.44278°W，而該地最高點為海拔高度1960米（即6440英尺）。